# Pavel Černý
Pavel Černý (Nové Město nad Metují, República Txeca, 11 d'octubre de 1962) és un exfutbolista txec. Va disputar 4 partits amb la selecció de Txecoslovàquia.